# Astyochia vidra
Astyochia vidra är en fjärilsart som beskrevs av Paul Dognin 1898. Astyochia vidra ingår i släktet Astyochia och familjen mätare. Inga underarter finns listade i Catalogue of Life.